# Schwan Stabilo
Schwan-STABILO es un fabricante alemán de bolígrafos, lápices de colores, cosméticos así como marcadores fluorescentes y pasteles para el uso de oficina. Es el fabricante más grande de marcadores fluorescentes, el Stabilo Boss.

## Historia

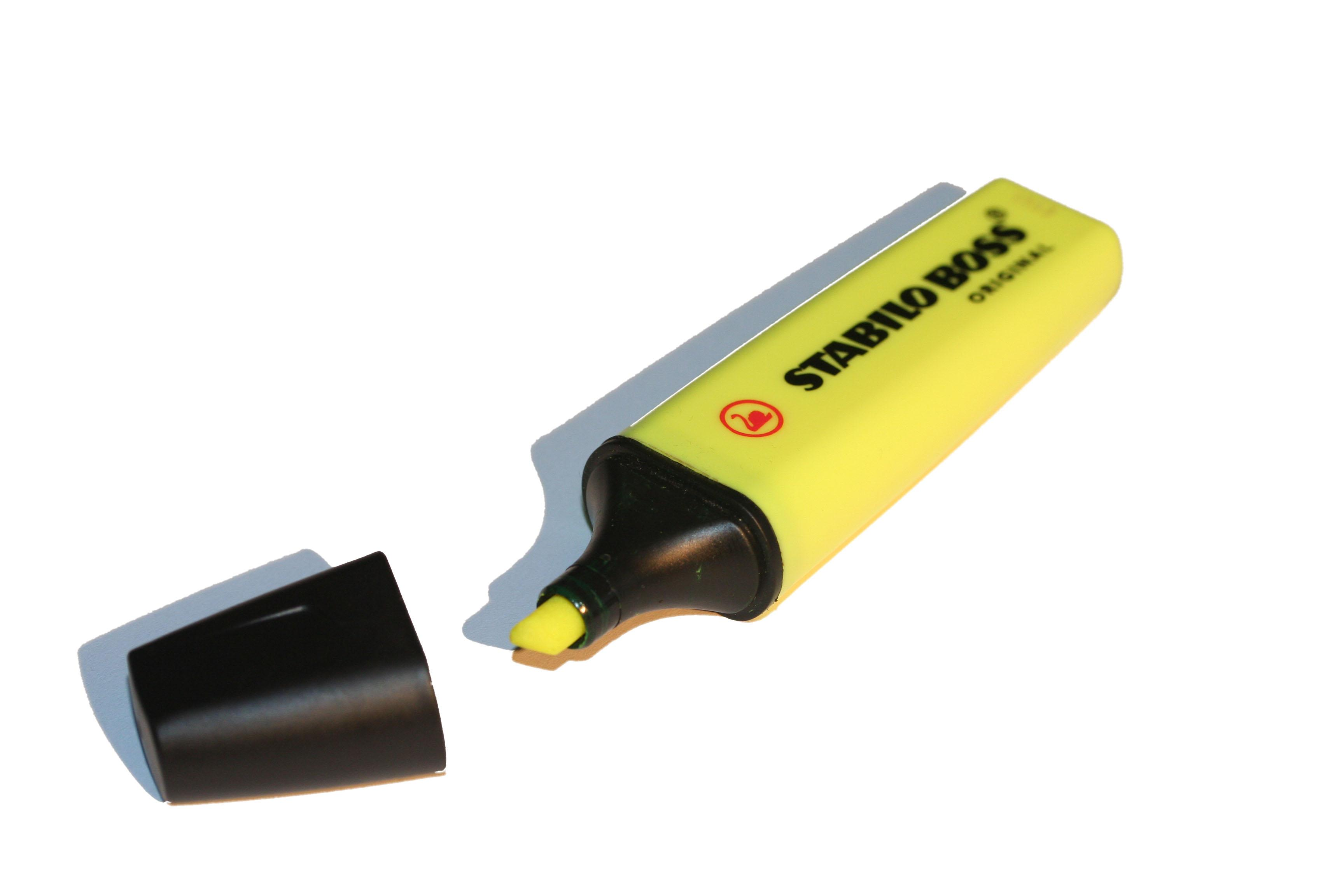
Marcador fluorescente STABILO BOSS.

La compañía fue fundada con el nombre de Grossberger y Kurz Bleistiftfabrik (compañía de lápices) en Núremberg en 1855 y fue adquirida por la familia Schwanhäusser en 1865. Tomando la primera parte del apellido, la compañía fue renombrada Schwan Bleistiftfabrik y comenzó a usar el logo del cisne como una de las primeras marcas registradas. En el año 1930, se amplió hacia los lápices cosméticos y esta parte del negocio se ha convertido en un elemento significativo de la compañía desde los años 70. En 1967 comenzó una empresa conjunta de Alemania-Malasia llamada Swan Malaysia Sdn Bhd en Malasia. La compañía cambió su nombre a Schwan-STABILO en 1976 y a STABILO International en 2005. Tiene tres fábricas de bolígrafos, una en Weißenburg en Bayern, Alemania, una en Johor Bahru, Malasia, y desde 1991 una en Český Krumlov, República Checa. Los lápices cosméticos son fabricados en la sede de la compañía en Heroldsberg, Alemania y en la República Checa y vendidos como productos OEM, pero no bajo la marca STABILO. En 2006 el total de empleados era de 3000 personas, y la compañía ganó 260 millones de euros ese año. STABILO introdujo los marcadores fluorescentes para resaltar en 1971 y es el líder del mercado europeo en esta categoría de productos. Hoy en día esta compañía se hizo muy famosa por el LETTERING o también conocida como Caligrafía Moderna, de hecho sacaron hace poco, los primeros marcadores punta pincel de esta marca.[cita requerida]

## Compañías del grupo

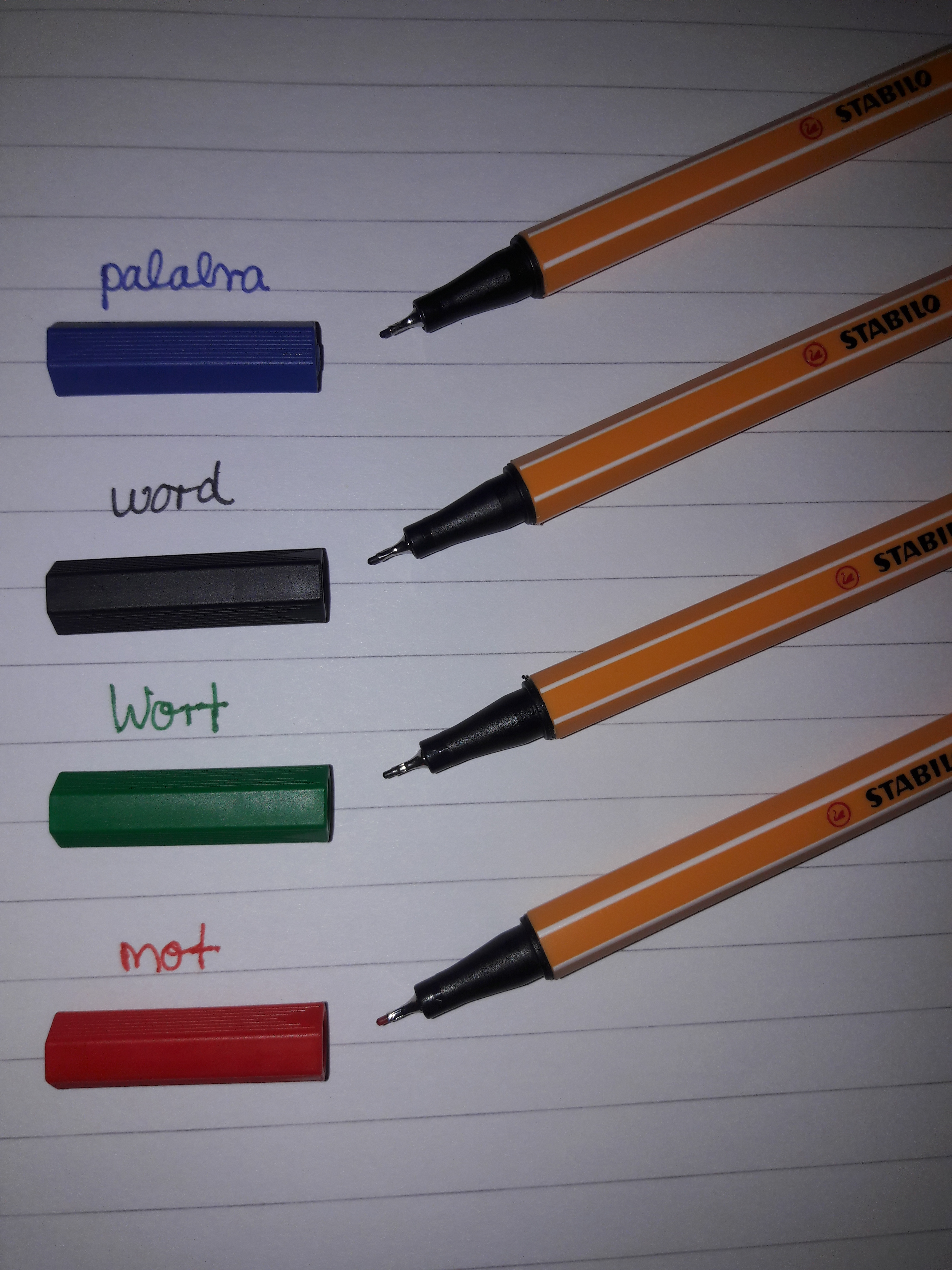
Stabilo Point 88

- Bolígrafos STABILO
- Stabilo Point 88Cosméticos Schwan-STABILO
- Promociones-STABILO
- Deuter: un fabricante de mochilas